# Samuel Tenenblatt

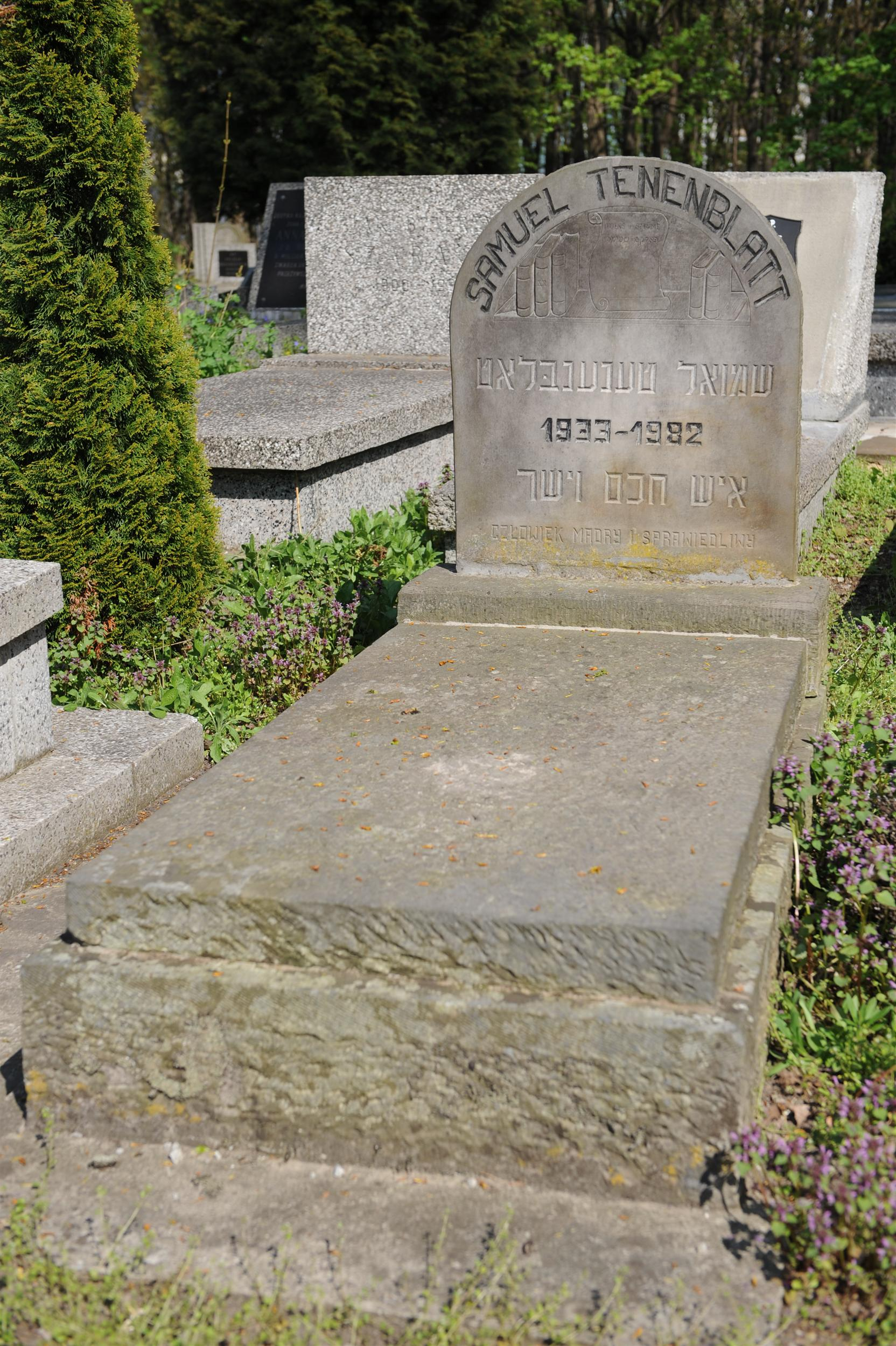
Grób Samuela Tenenblatta na cmentarzu żydowskim przy ulicy Okopowej w Warszawie

Samuel Tenenblatt (jid. שמאול טענענבלאט; ur. 1933, zm. 1982 w Warszawie) – polski dziennikarz i działacz społeczności żydowskiej.

## Życiorys
W latach 1969–1982 redaktor naczelny jedynego w PRL-u tygodnika żydowskiego „Fołks Sztyme”. W latach 1959–1968 organizator obozów i kolonii żydowskich dla dzieci członków Towarzystwa Społeczno-Kulturalnego Żydów w Polsce. 
Jest pochowany na cmentarzu żydowskim przy ulicy Okopowej w Warszawie (kwatera 8, rząd 15).